# Гальперін Ассір Маркович
Ассір Маркович Гальперін (нар. 22 серпня (3 вересня) 1898, Миколаїв, Херсонська губернія, Російська імперія — пом. 5 липня 1974, Тбілісі, Грузинська РСР, СРСР) — радянський футболіст і тренер. Заслужений майстер спорту СРСР.

## Життєпис
Народився 22 серпня 1898 року в єврейській родині. З 1914 по червень 1925 року виступав за миколаївські команди «Спортінг» і «Уніон». Багаторазовий чемпіон Миколаєва. Захищав кольори збірних Миколаєва й Одеської губернії.
Влітку 1925 року переїхав до Грузії. Один із засновників тифліського «Динамо», у складі якого виступав протягом чотирьох років. 1927 року організував у динамівському клубі першу в СРСР юнацьку команду.
З 1936 по 1940 рік працював викладачем у тбіліському Науково-дослідному інституті фізичної культури. При вишові заснував команду «Молот», яка в 1938 році здобула кубок СРСР серед школярів.
У роки німецько-радянської війни був старшим тренером тбіліського «Динамо». 1949 року очолював «Локомотив» зі столиці Грузії. 1943 року отримав почесне спортивне звання «Заслужений майстер спорту СРСР».
У 40–50-ті роки — тренер секції футболу Грузії, дитячий тренер футбольної школи «Динамо», старший тренер Футбольної школи молоді. У 1961—1971 роках — заступник голови навчально-методичного центру при Федерації футболу Грузії. Автор книги «Навчання юних футболістів тактиці» (1958).